# Popești-Leordeni
Popești Leordeni est une ville de Roumanie ayant en 2011 une population de 21 373 habitants, situé dans le județ d'Ilfov en Munténie. La ville est située dans le voisinage sud-est de la municipalité de Bucarest, à la sortie par Oltenița,c'est une banlieue de la Capitale. Selon le recensement de 2011, Popești-Leordeni compte une population de 21 895 habitants, et est le quatrième centre urbain du district d'Ilfov du point de vue démographique, après Voluntari, Mogoșoaia et Buftea. Elle est connue comme le site d'une ancienne communauté de bulgares catholiques.

## Géographie
La ville de Popești-Leordeni, est situé au sud-est de la municipalité de Bucarest, sur la rive droite de la rivière Dâmbovița et à 9 km du centre de la capitale. La route nationale DN4, reliant Bucarest à Oltenița,  traverse la ville et croise, à la limite sud-est de la ville, la rocade de Bucarest.
La superficie de la ville est de 5 580 habitants. La surface de la zone bâtie est de 970 ha, alors que le territoire non érigé en municipalité est de 4 610 ha.

## Histoire
Popești apparaît pour la première fois dans des documents à partir de l'année 1532, quand il rappelle la mort de Vlad Vodă, noyé dans les eaux de la Dâmbovița et en 1632, lorsque Sofica, la fille du gouverneur Stoica de Sintești, épouse le boyard Gheorghe Caridi qui reçoit la moitié du village de Popești, l'autre moitié étant acquise plus tard par achat.
À la fin du XIXe siècle, sur le territoire de la ville on crée les communes de Popești-Conduratu et de Leurdeni, à la place de Dâmbovița, district d'Ilfov. La commune de Popești-Conduratu est composée de deux villages, Popești-roumain et Popești-Pavlicheni, 810 habitants, dans la majorité des bulgares catholiques romains, qui occupaient 154 logements. La commune comprend une école mixte, une église orthodoxe et catholique. La Commune de Leurdeni est formée des villages Leurdeni-Roumains et Leurdeni-Serbes, avec 496 habitants. La commune dispose d'une voiture de battage à vapeur, une école mixte avec 8 étudiants (dont 3 filles) et une église. En 1873, les deux communes sont réunies sous le nom de Popești-Leurdeni et en 1925, la commune fait partie du même district que Panteleimon  et est composée des villages de Popești-Pavlicheni (résidence), Popești-Români, Leurdeni et le hameau de Kula, avec une population de 2 100 habitants.
En 1950, la commune de Popești-Leordeni a été rattachée à la circonscription N. Bălcescu de la ville de Bucarest, et en 1968, elle est devenue commune de la banlieue de Bucarest, tous les villages étant fusionnés en un seul. En 1981, elle rejoint le Secteur Agricole d'Ilfov, dépendant de Bucarest. Ce secteur est devenu en 1997 le district d'Ilfov.

## Démographie
Lors du recensement de 2011, 88,89 % de la population se déclarent roumains (1,24 % déclarent une autre appartenance ethnique et 9,86 % ne déclarent pas d'appartenance ethnique).

## Politique
| Parti | Parti                                      | Sièges |
| ----- | ------------------------------------------ | ------ |
|       | Parti social-démocrate (PSD)               | 12     |
|       | Parti national libéral (PNL)               | 3      |
|       | M10 (M10)                                  | 3      |
|       | Alliance des libéraux et démocrates (ALDE) | 1      |